# لوغان لونغ
لوغان لونغ (بالإنجليزية: Logan Long) هو سياسي أمريكي، ولد في 28 سبتمبر 1878 في بنسيلفانيا في الولايات المتحدة، وتوفي في 30 سبتمبر 1933 في سياتل في الولايات المتحدة. حزبياً، نشط في الحزب الجمهوري. وقد انتخب عضو مجلس نواب واشنطن.